# Francisco de Moraes
Francisco de Moraes Cabral (o Francisco de Morais Cabral) (1500? - 1572) fue un escritor portugués.

## Biografía
Nacido en Braganza, sirvió como secretario personal del embajador de Portugal en Francia, escribiendo durante sus dos viajes a París (1540 y 1546) el libro de caballerías Palmerín de Inglaterra, un derivado del Amadis de Gaula, cuarto de la serie de los Palmerines.
Su obra tuvo bastante éxito por toda Europa, particularmente en Inglaterra, reimprimiéndose varias veces. En español, Luis Hurtado de Toledo realizó una traducción en 1547 veinte años anterior a la edición portuguesa de 1567. También fue autor de una obra autobiográfica, Desculpas de uns amores, que sería publicada póstumamente en 1624. Falleció en Évora en 1572.